# وایو
وایو، (به انگلیسی: VAIO) نشان رایانه‌های سونی است، که در سال ۱۹۹۷ توسط تیموتی هانلی، شروع به کار کرد.
شرکت سونی در دهه ۱۹۸۰ شروع به تولید کامپیوتر نمود، ولی تنها در بازار ژاپن محصولات کامپیوتری خود را عرضه می‌کرد. تولید و عرضه بین‌المللی کامپیوترهای سونی، در سال ۱۹۹۶ آغاز شد.
نخستین تولیدات سونی شامل رایانه‌های شخصی (پی‌سی) بود، که توسط شرکت زیرمجموعه آن، که با نام ویدئو آئودیو اینتلیجنت اورگانیزر (به انگلیسی: Video Audio Intelligent Organizer به معنی سامان‌دهنده‌ی یکپارچه‌ی سمعی بصری) در ایالات متحده راه‌اندازی شده بود، تولید می‌گردید. برند وایو از مختصر شده نام این شرکت، گرفته شده است. همچنین لوگوی وایو، از دو بخش تشکیل‌شده، که حروف وی و ای (VA) نشانگر موج آنالوگ و آی و او (IO) نمایانگر کدهای صفر و یک یا کدهای دودویی می‌باشد.
سونی کسب و کار کامپیوتر خود را در فوریه ۲۰۱۴ به شرکت سرمایه گذاری شرکای صنعتی ژاپن (Japan Industrial Partners) به عنوان بخشی از تلاش‌های بازسازی برای تمرکز بر روی دستگاه‌های تلفن همراه به فروش رساند.